# Jakob Andkjær
Jakob Andkjær (7 maggio 1985) è un nuotatore danese.

## Carriera
Fortemente specializzata nella farfalla, all'apice della carriera ha vinto un bronzo nei 50m ai mondiali di Melbourne 2007.

## Palmarès
- Mondiali

Melbourne 2007: bronzo nei 50m farfalla.
- Europei

Budapest 2006: bronzo nei 50m farfalla.